# Authon-du-Perche
Authon-du-Perche – miejscowość i gmina we Francji, w Regionie Centralnym, w departamencie Eure-et-Loir. W 2013 roku populacja ówczesnej gminy wynosiła 1279 mieszkańców. 
Dnia 1 stycznia 2019 roku połączono dwie wcześniejsze gminy: Authon-du-Perche oraz Soizé. Siedzibą gminy została miejscowość Authon-du-Perche, a nowa gmina przyjęła jej nazwę. 